# فهرست سیارات فراخورشیدی

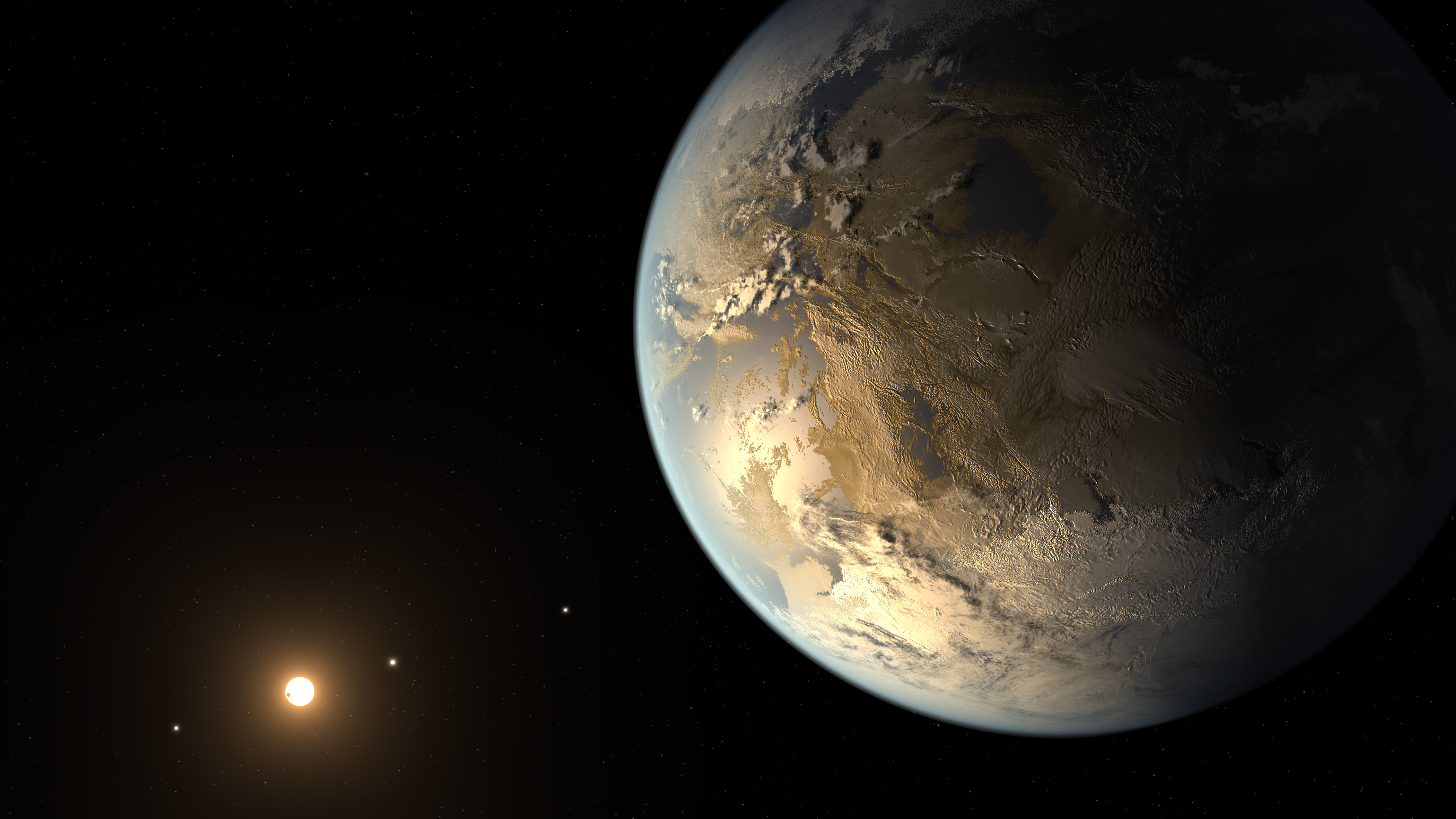
انگاشت هنری از سیارهٔ فراخورشیدی به‌طور بالقوه قابل سکونت، کپلر ۱۸۶ اف.

فهرست سیارات فراخورشیدی (به انگلیسی: List of lists of exoplanets)، فهرستی کلی از سیاره‌های شناخته‌شده‌ای است که در فضای بیرون از منظومه شمسی قرار دارند. تا ۵ سپتامبر ۲۰۱۸، وجود ۳٬۷۷۸ سیارهٔ فراخورشیدی تأیید شده به ثبت رسیده‌است.
بیشتر این سیاره‌ها توسط فضاپیمای کپلر کشف شده‌اند. علاوه بر این سیاره‌های فراخورشیدیِ تأیید شده، ۲۲۴۴ یافتهٔ دیگر از مأموریت نخست کپلر هم هست که هنوز تأیید نشده، و همچنین ۴۹۳ احتمال دیگر از مأموریت دوم «نور» وجود دارد.

## روش‌های کنونی یافتن
- اخترشناسی: ۱ (۰٫۰٪)
- Direct imaging: ۴۴ (۱٫۲٪)
- سرعت شعاعی: ۶۷۷ (۱۷٫۹٪)
- Transit: ۲٬۹۵۴ (۷۸٫۲٪)
- Transit-timing variation: ۱۵ (۰٫۴٪)
- Eclipse timing variation: ۹ (۰٫۲٪)
- Microlensing: ۶۴ (۱٫۷٪)
- Pulsar timing variation: ۶ (۰٫۲٪)
- Pulsation timing variation: ۲ (۰٫۱٪)
- Orbital brightness modulation: ۶ (۰٫۲٪)

حدود ۹۷ درصد از همهٔ سیاره‌های فراخورشیدیِ تأیید شده توسط روش‌های غیر مستقیم شناسایی، عمدتاً از طریق اندازه‌گیری‌های سرعت شعاعی و تکنیک‌های نظارت بر حمل و نقل کشف شده‌اند.